# Claudinei da Silva
Claudinei da Silva (Claudinei Quirino da Silva; * 19. November 1970 in Lençóis Paulista, Bundesstaat São Paulo) ist ein ehemaliger brasilianischer Sprinter, der vor allem im 200-Meter-Lauf und als Mitglied der brasilianischen 4-mal-100-Meter-Staffel erfolgreich war.

## Sportliche Erfolge
Bei den Leichtathletik-Weltmeisterschaften 1995 in Göteborg belegte er über 200 m den fünften Platz in 20,40 s. 1997 bei den Weltmeisterschaften in Athen gewann er über dieselbe Distanz die Bronzemedaille in 20,26 s.
1999 war das erfolgreichste Jahr seiner Karriere. Bei den Panamerikanischen Spielen in Winnipeg holte er Goldmedaillen im 200-Meter-Lauf und mit der 4-mal-100-Meter-Staffel sowie die Bronzemedaille im 100-Meter-Lauf. Bei den Leichtathletik-Weltmeisterschaften in Sevilla erreichte er über 200 m die Silbermedaille in  20,00 s. Gemeinsam mit Raphael de Oliveira, Édson Ribeiro und André da Silva belegte er mit der Staffel den Bronzerang und verbesserte den Südamerika-Rekord zwischenzeitlich auf 38,05 s.
Bei den Olympischen Spielen 2000 in Sydney gewann er gemeinsam mit Vicente de Lima, Édson Ribeiro und André da Silva die Silbermedaille. Dabei verbesserte die Staffel den brasilianischen Landesrekord auf 37,90 s. Claudinei da Silva trat außerdem im 200-Meter-Lauf an und belegte in 20,28 s den sechsten Rang.
Daneben gewann er bei Südamerika-Meisterschaften insgesamt drei Medaillen im 200-Meter-Lauf (Gold 1997, Silber 1995 und 2003) sowie zweimal Gold mit der Staffel (1997 und 1999). Weiterhin wurde er siebenmal brasilianischer Meister, viermal über 200 m (1996, 1998–2000) und dreimal im 100-Meter-Lauf (1998–1999, 2001).

## Sonstiges
Da Silva ist 1,85 m groß und wog zu Wettkampfzeiten 82 kg.

## Bestleistungen
- 100 m: 10,12 s, 22. Mai 1999, Americana
- 200 m: 19,89 s, 11. September 1999, München
- 400 m: 46,57 s, 25. August 1995, Brüssel